# Chaetomium atrobrunneum
Chaetomium atrobrunneum är en svampart som beskrevs av L.M. Ames 1949. Chaetomium atrobrunneum ingår i släktet Chaetomium och familjen Chaetomiaceae.   Inga underarter finns listade i Catalogue of Life.